# Orient (Baleares)
Orient es una localidad y pedanía española perteneciente al municipio de Buñola, en la zona norte de la isla de Mallorca, comunidad autónoma de Baleares.
Se caracteriza por dividirse en cuatro posesiones rurales que se extienden a lo largo del valle de Orient, una de las áreas más fértiles de la isla. Dichas posesiones son Son Terrasa, Son Palou, Son Vidal y Comasema.
En el punto más elevado de la aldea, que se sitúa a 450 m s. n. m., se localiza la iglesia parroquial de San Jorge, construida en el siglo XVIII en el lugar donde se encontraba un oratorio que databa del siglo XIII.